# Marea Ducesă Alexandra Alexandrovna a Rusiei
Marea Ducesă Alexandra Alexandrovna a Rusiei (30 august 1842 - 10 iulie 1849) a fost cel mai mare copil al Țarului Alexandru al II-lea al Rusiei și a Mariei de Hessa. A murit de meningită infantilă la vârsta de șase ani și jumătate.
Era numită în familie Lina sau Sașenka. Tatălui ei îi plăcea să fie în compania ei atunci când lucra. Părinții au fost distruși de moartea ei. Mama ei avea încă ochii plini de lacrimi atunci când pomenea de primul ei născut la zeci de ani de zile după deces. Unsprezece ani mai târziu, când Maria a născut-o pe Marea Ducesă Maria Alexandrovna a Rusiei, a doua fiică, ambii părinți au fost foarte emoționați deoacere și-au dorit mult o fetiță.

## Nume considerat ghionist
Margaretta Eagar, doica celor patru fiice ale Țarului Nicolae al II-lea, a scris că numele Alexandra era considerat ghionist în familia Romanov la sfârșitul secolului al XIX-lea din cauza faptului că multe Alexandra Romanov au murit în copilărie sau adolescență. Publicul s-a întrebat de ce nici una din fiicele Țarului Nicolae al II-lea n-a purtat numele mamei lor, Țarina Alexandra. Alte Alexandra Romanov care au murit la vârste fragede: Marea Ducesă Alexandra Pavlovna, Marea Ducesă Alexandra Nicolaevna și Marea Ducesă Alexandra Georgievna. Eagar a scris că și alte ramuri ale familiei și-au numit fiicele Alexandra, însă nici una nu a trăit mai mult de 21 de ani.